# Kazimierz Bartoszewicz

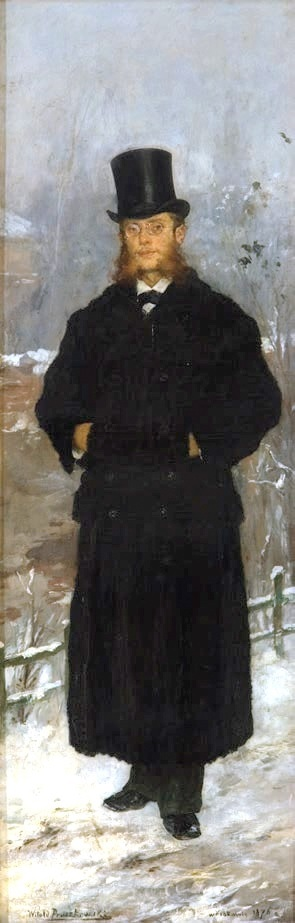
Kazimierz Bartoszewicz, Porträt von Witold Pruszkowski, 1876

Kazimierz Bartoszewicz (* 19. November 1852 in Warschau; † 20. Januar 1930 in Krakau) war ein polnischer Schriftsteller, Historiker und Kunstsammler.

## Leben
Kazimierz Bartoszewicz war ein Sohn des Historikers Julian Bartoszewicz (1821–1870). Er studierte Rechtswissenschaften und Philosophie an der Jagiellonen-Universität in Krakau, wo er anschließend die meiste Zeit seines Lebens verbrachte.
Während seiner langen literarischen Tätigkeit publizierte er zahlreiche Bücher und Aufsätze, die sich insbesondere mit der polnischen Geschichte befassen und noch heute zu den Standardwerken zählen.
Seine Kunstsammlung vermachte er testamentarisch dem Kunstmuseum in Łódź, das später seinen Namen trug.
Das Archiv der Familie Bartoszewicz gelangte in das Staatsarchiv Łódź.

## Familie
Er war mit Amelia Gebhardt verheiratet und hatte mit ihr eine Tochter, Maria Aldona (gest. 1907). Seine letzte Ruhestätte befindet sich auf dem Powązki-Friedhof in Warschau.

## Schriften (Auswahl)
- Dzieje Insurekcji Kościuszkowskiej [Die Geschichte des Kościuszko-Aufstands], 1908
- Dzieje Galicji [Geschichte Galiziens], 1917
- Radziwiłłowie [Die Familie Radziwiłł], Warschau und Krakau 1928